# تاو هرکول
تاو هرکول یک ستاره است که در صورت فلکی زانوزده قرار دارد.